# درجه غیر اشباعی
در تجزیه و تحلیل فرمول مولکولی ترکیبات آلی، برای تعیین مجموع تعداد حلقه‌ها و پیوندهای پای، از درجه‌ی غیر اشباعی (به انگلیسی: Degree of Unsaturation) استفاده می‌کنند که با نام‌های شاخص غیر اشباعی (به انگلیسی: Unsaturation Index)، هم‌ارز (معادل) پیوند دوگانه (به انگلیسی: Double Bond Equivalents؛ به اختصار: DBE) یا شاخص کمبود هیدروژن (به انگلیسی: Index of Hydrogen Deficiency؛ به اختصار: IHD) نیز آن را می‌شناسند.

## فرمول ساده شده
برای دسته‌های خاصی از مولکول‌ها می‌توان از فرمول ساده شده استفاده کرد:
درجه‌ی غیر اشباعی برابر است با تعداد اتم‌های کربن به علاوه‌ی یک، منهای نصف تعداد اتم‌های هیدروژن، منهای نصف تعداد اتم‌های هالوژن، به علاوه‌ی نصف تعداد اتم‌های نیتروژن.
{\displaystyle DBE=C+1-H/2-X/2+N/2}